# Ribera de Piquín
Ribera de Piquín (galicisk: Ribeira de Piquín) er en kommune i det nordvestlige Spanien i provinsen Lugo. Den har et indbyggertal på 492 (2024) indbyggere.